# فينسنت إنياما
فينسنت إنياما Vincent Enyeama، من مواليد 29 أغسطس 1982 في نيجيريا، لاعب كرة قدم نيجيري.
بدأ مسيرته الكروية مع نادي ايبوم ستارز في موسم 1999/2000، وفي عام 2001 انتقل إلى نادي إنييمبا، ولعب معهم حتى عام 2004، وفي عام 2005 انتقل إلى نادي إيوانيانوو ناشونالي، وفي عام 2005 انتقل إلى نادي بني يهودا الإسرائيلي، ولعب معهم حتى عام 2007، وشارك معهم في 56 مباراة، ومنذ عام 2007 وهو يلعب مع نادي هابويل تل أبيب الإسرائيلي.
منذ عام 2002 وهو يلعب مع منتخب نيجيريا لكرة القدم.

## الحياة الشخصية
نياما مسيحي من منطقة الحكم المحلي إيكا في ولاية أكوا إيبوم، وهو متزوج وأب لثلاثة أطفال.
في عام 2004، تعرض لحادث سيارة في أويو بولاية أكوا إيبوم جنوب نيجيريا، قُتل فيه راكبان على دراجة نارية. وترك سائق السيارة التي كان يستقلها إنياما في حالة حرجة. ورغم خطورة الحادث، لم يصب إنياما إلا بكدمات بعد أن انقلبت السيارة مرتين أثناء انحرافها لتفادي الدراجة النارية.

## روابط خارجية
- فينسنت إنياما على موقع الاتحاد الدولي (مؤرشف)  (الإنجليزية)
- فينسنت إنياما على موقع رابطة كرة القدم الفرنسية للمحترفين (الإنجليزية)
- فينسنت إنياما على موقع قاعدة بيانات كرة القدم.إي يو (الإنجليزية)
- فينسنت إنياما على موقع ليكيب (الفرنسية)
- فينسنت إنياما على موقع ناشيونال فوتبول تيمز (الإنجليزية)
- فينسنت إنياما على موقع Soccerway.com (الإنجليزية)
- فينسنت إنياما على موقع عالم كرة القدم.نت (الإنجليزية)
- فينسنت إنياما على موقع كووورة
- فينسنت إنياما على موقع AS.com (الإسبانية)